# IndiePub
indiePub Entertainment, Inc. (antes Zoo Entertainment, Inc.) era un distribuidor de videojuegos con sede en Cincinnati, Ohio, Estados Unidos.

## Historia
Zoo Games era una subsidiaria de propiedad total de Zoo Entertainment originalmente conocida como DFTW Merger Sub, Inc. En marzo de 2007, DFTW se fusionó con Green Screen Interactive Software, LLC para convertirse en Green Screen Interactive Software. Tras la fusión, Green Screen adquirió SuperVillain Studios en junio de 2007, Destination Software en diciembre de 2007 y Zoo Digital Publishing en abril de 2008. En agosto de 2008, Green Screen pasó a llamarse Zoo Games, Inc., y Destination Software pasó a llamarse Zoo Publishing, Inc., y Zoo Publishing se convirtió en una subsidiaria de propiedad total de Zoo Games. SuperVillain Studios se vendió de nuevo a los propietarios originales en septiembre de 2008 y seis meses después de la adquisición de Zoo Digital Publishing se vendió de nuevo a los propietarios originales para que la empresa se volviera a centrar en sus operaciones de Zoo Publishing.
El 7 de mayo de 2009, Zoo Publishing anunció que la compañía había adquirido los derechos de New World IP para publicar y distribuir el catálogo completo de Empire Interactive que incluye títulos como Big Mutha Truckers y Flatout Head On. Los derechos fueron adquiridos de New World IP, que recientemente había comprado la propiedad intelectual de Empire cuando la empresa entró en administración. En junio de 2009, Zoo Games creó una subsidiaria de propiedad absoluta, Zoo Entertainment Europe Ltd., con el fin de ingresar al mercado europeo, sin embargo, las operaciones se interrumpieron en diciembre de 2009.
El 28 de septiembre de 2011, indiePub anunció que había transcurrido un año desde el desarrollo de una plataforma de publicación o distribución de aplicaciones (aplicaciones) y juegos exclusivamente independiente. Los desarrolladores podían crear un "Pub" (escaparate en línea) para vender sus juegos y aplicaciones. La semana siguiente (7 de octubre de 2011) indiePub reveló que les daría a los desarrolladores independientes el 75% de los ingresos de sus juegos vendidos a través del servicio y que apoyaría juegos y otras aplicaciones hechas para PC (Windows), Macintosh (OS X). , dispositivos Linux y Android (teléfonos y tabletas). Los juegos de iOS se pueden vincular desde un Pub. También utilizó herramientas de ventas distribuidas que aún no se habían detallado.
El 15 de mayo de 2012, Zoo Entertainment, Inc., se convirtió oficialmente en indiePub Entertainment, Inc.
indiePub cerró en 2013.

## indiePub Games
Zoo Publishing también es patrocinador de indiePub Games, una comunidad de desarrolladores independientes de videojuegos. Zoo originalmente lanzó indiePub como 2Bee Games en 2009, pero cambió a indiePub en 2010 y periódicamente organiza concursos de desarrollo de juegos independientes con premios en efectivo para los mejores juegos.
A mediados de 2010, indiePub celebró su tercer concurso de desarrolladores de juegos independientes cuando se lanzó indiePub. (Las dos primeras competiciones de desarrolladores fueron bajo 2Bee Games). Los ganadores se anunciaron el 8 de octubre de 2010 en la Game Developers Conference (GDC) En línea en Austin, Texas (EE. UU.). Los ganadores fueron:
- Gran premio: Dustforce! por los desarrolladores de Hitbox Team Woodley Nye, Matthew Bush y Alexander Dostal en Brisbane, Australia.
- Excelencia técnica: Hazard: The Journey of Life por Alexander Bruce.
- Mejor arte: The Dream Machine creado por los desarrolladores de Cockroach Inc. Anders Gustafsson y Erik Zaring de Dinamarca y Suecia.
- Mejor audio: Coma por Thomas Brush.
- Mejor diseño: Vanessa Saint-Pierre Delacroix and Her Nightmare por Bad Pilcrow.
- Selección de personal: Catapult for Hire por el desarrollador Tyrone Henrie de PixelMega.

De mediados a finales de 2010, indiePub celebró una competencia de juegos móviles. Los ganadores fueron anunciados el 15 de diciembre de 2011:
- Gran Premio: SteamBirds para Android (Spry Fox y Radial Games)
- * Art: PLEXXR para iOS (Tactile Media)
- Audio: Spark It Up para iOS(sumiguchi)
- * Design: SKWER para iOS (Alebrije Studios)
- Technical Excellence: Hero Mages para Android (D20Studios)

A principios de 2011, indiePub celebró una competencia de desarrolladores de juegos independientes llamada Independent Propeller Awards y contó con 150.000 dólares en premios, un premio patrocinado por Unity Technologies y un premio patrocinado por el programa de desarrolladores Intel AppUp. Los ganadores se anunciaron el 13 de marzo de 2011 en ScreenBurn Arcade, la sección de juegos del evento South by Southwest 2011 en Austin, Texas (EE. UU.). Los ganadores fueron:
- Gran premio: GLiD (Glid) por Spiderling Game Studios
- Mejor arte: The Uncanny Fish Hunt por Uncanny Games
- Mejor audio: Skinny por Thomas Brush
- Mejor diseño: Chewy por Happy Candy Co.
- Excelencia técnica: Creo por Turtle Sandbox
- Intel Innovation Award: Deep Sea por Robin Arnott of WRAUGHK Audio Design
- Premio al desarrollo de Unity: Tiny and Big: Grandpa's Leftovers por Black Pants Game Studio

A fines de 2011, indiePub comenzó su quinta competencia de desarrolladores de juegos independientes llamada Independent Propeller Awards 2012 y contó con $50,000 en premios. Winners were announced on April 18, 2012.
Los ganadores fueron:
- Gran premio: Deity por DigiPen's Double++ (Ryan Chew, Caroline Sugianto, Michael Travaglione, Christopher Mingus, Ying Liu, Matt Frederick, Aariel Hall y Ryan Hickman)
- Mejor arte: The Bridge por Ty Taylor y Mario Castaneda
- Mejor audio: The Red Solstice por IronWard (Hrvoje Horvatek, Daniel Mandić, Marko Pintera, Vjeko Koščević, Danijel Ribić y Marko Kovačić con audio de Andy Mack, Cory Richards, Žarko Dragojević y Dominik Zorić)
- Mejor diseño: FYI by Digital Dreams (Geert Nellen, Thijmen Bink and Roy van de Mortel)
- Excelencia técnica: Nitronic Rush by DigiPen's Team Nitronic (Kyle Holdwick, Andy Kibler, Chris Barrett, Andrew "Angrew" Nollan, Jason Nollan, Laura Borgen, Eddie Peters, Ariel Gitomer, Nathan Aldrich, Jordan Hemenway y M.J. "The Quiggles" Quigley)
- Juego móvil: CreaVures por MuseGames (Howard Tsao y Conrad Kreyling)

En 2013, indiePub Games cerró con todas las subsidiarias de indiePub.

## indiePub Mobile
El 1 de febrero de 2011, Zoo Entertainment, Inc., anunció que lanzó indiePub Mobile para desarrollar juegos móviles para iOS y Android. El exdirector de desarrollo de EA Mobile, Rob Cassidy, fue nombrado director móvil de indiePub. Los juegos móviles anunciados inicialmente fueron: Fractal, Blocks: The Devilish Delivery Game (rebautizado como Kona's Crate), Paper Venture, Totem Destroyer Deluxe (HD) y Entrega de carga. Según la compañía, esta fue la primera vez que un editor de juegos independientes se expandió con una división móvil designada.
En 2013, indiePub Mobile cerró con todas las filiales de indiePub.

## Videojuegos
Esta es una lista de juegos publicados bajo la etiqueta Zoo Games y, más abajo, bajo indiePub. Para los juegos publicados por Destination Software antes de su adquisición; consulte Anexo:Videojuegos de Destination Software.

### Lanzados (Zoo Publishing)
2008
- Army Men: Soldiers of Misfortune (2008) Nintendo DS, PlayStation 2, Wii
- Bigfoot: Collision Course (2008) Nintendo DS, Wii, Windows
- Calvin Tucker's Redneck Jamboree (2008) Wii, Windows
- Chrysler Classic Racing (2008) Nintendo DS, Windows
- M&M's Adventure (2008) Nintendo DS, PlayStation 2, Wii
- Margot's Word Brain (2008) Nintendo DS, PlayStation 2, Wii, Windows
- NARC (2008) Windows
- Order Up! (2008) Wii
- Puzzler Collection (2008) Nintendo DS, Wii
- Skate City Heroes (2008) Wii
- Story Hour: Adventures (2008) Wii
- Story Hour: Fairy Tales (2008) Wii
- Twin Strike: Operation Thunder (2008) Wii
- Wordmaster (2008) Nintendo DS

2009
- Animal Paradise Wild (2009) Nintendo DS
- Arcade Shooting Gallery (2009) Wii
- ATV Quad Kings (2009) Wii
- Build 'n Race (2009) Wii
- Chrysler Classic Racing (2009) Nintendo DS, Wii
- Chicken Blaster (2009) Nintendo DS, Wii
- Deal or No Deal (2009) Wii
- Diner Dash: Flo on the Go (2009) Nintendo DS
- Dodge Racing: Charger vs. Challenger (2009) Nintendo DS, Wii
- Dream Dance & Cheer (2009) Wii
- Dream Dancer (2009) Nintendo DS
- Dream Salon (2009) Nintendo DS
- Glacier 2 (2009) Wii
- Groovin' Blocks (2009) iPhone, Wii
- Hello Kitty: Big City Dreams (2009) Nintendo DS
- Jelly Belly: Ballistic Beans (2009) Nintendo DS, PlayStation 2, Wii
- Love Is... In Bloom (2009) Nintendo DS
- Margot's Bepuzzled! (2009) Nintendo DS
- M&M's Beach Party (2009) Wii
- Monster Trucks Mayhem (2009) Wii
- Pacific Liberator (2009) Wii
- Puzzle Kingdoms (2009) Nintendo DS, Wii
- Smiley World Island Challenge (2009) Nintendo DS, Wii
- Ultimate Duck Hunting (2009) Wii
- Wedding Dash (2009) Nintendo DS

2010
- Boot Camp Academy (2010) Wii
- Chocolatier (2010) Nintendo DS
- Color Cross (2010) Nintendo DS
- Dream Chronicles (2010) Nintendo DS
- The Garfield Show: Threat of the Space Lasagna (2010) Wii
- Glacier 3: The Meltdown (2010) Wii
- Martian Panic (2010) Wii
- Hello Kitty: Birthday Adventures (2010) Nintendo DS
- Hall of Fame: Ultimate Hoops Challenge (2010) Wii
- Jane's Hotel (2010) Nintendo DS
- Let's Paint (2010) Wii
- Monster Frenzy (2010) Nintendo DS
- Speed (2010) Wii
- Minute to Win It (2010) Wii
- Shawn Johnson Gymnastics (2010) Wii
- Mathews Bowhunt (2010) Wii
- Hello Kitty Seasons (2010) Wii
- Kevin VanDam's Big Bass Challenge (2010) Wii
- Silly Bandz (2010) Nintendo DS

2011
- Dino Strike (febrero de 2011) Wii
- Mayhem 3D (marzo de 2011) Xbox 360
- Mayhem 3D (marzo de 2011) PS3
- Photo Phantasy (febrero de 2011) DS
- ZombieZ Seeker (febrero de 2011) DS
- Minute to Win It for Kinect (18 de octubre de 2011) Xbox 360

### Lanzados (indiePub, indiePub Mobile, indiePub Entertainment)
2010
- Silly Bandz (21 de diciembre de 2010) iPhone, iPad

2011
- Kona's Crate (23 de junio de 2011) iOS (iPhone, iPod Touch, iPad), Windows, Mac
- Fractal (18 de agosto de 2011) iPad
- Totem Destroyer Deluxe (octubre de 2011) Windows, Mac

2012
- Vessel (1 de marzo de 2012) Windows
- Storm (23 de octubre de 2012) Windows
- Fireburst (25 de abril de 2012) Windows
- Diamond Trust of London (julio de 2012) DS
- Pictago (26 de octubre de 2012, Canadá) iOS
- Pictago (21 de diciembre de 2012, EE. UU.) iOS
- Turkey Stuffin' (9 a 15 de noviembre de 2012) iOS, Android

2013
- Auditorium (9 de enero de 2013) PlayStation Network
- Capsized (28 de febrero de 2013) iOS (iPad)
- Pictago (13 de febrero de 2013) iOS
- Hungry Gows (7 de marzo de 2013) iOS
- Kona's Crate (7 de marzo de 2013) Android
- Bad Bots (17 de mayo de 2013) Windows, Mac
- Storm (14 de junio de 2013) Xbox Live
- Fireburst (14 de junio de 2013) Xbox Live
- Storm (18 de junio de 2013) PlayStation Network (US)
- Capsized (5 de julio de 2013) Xbox Live
- Vessel (11 de septiembre de 2013) Xbox Live

Anunciados y cancelados
- Storm (2013) iOS
- Catapult for Hire (videojuego) (2013) Windows
- Bad Bots (2013) iOS, Android